# Simon Dubois

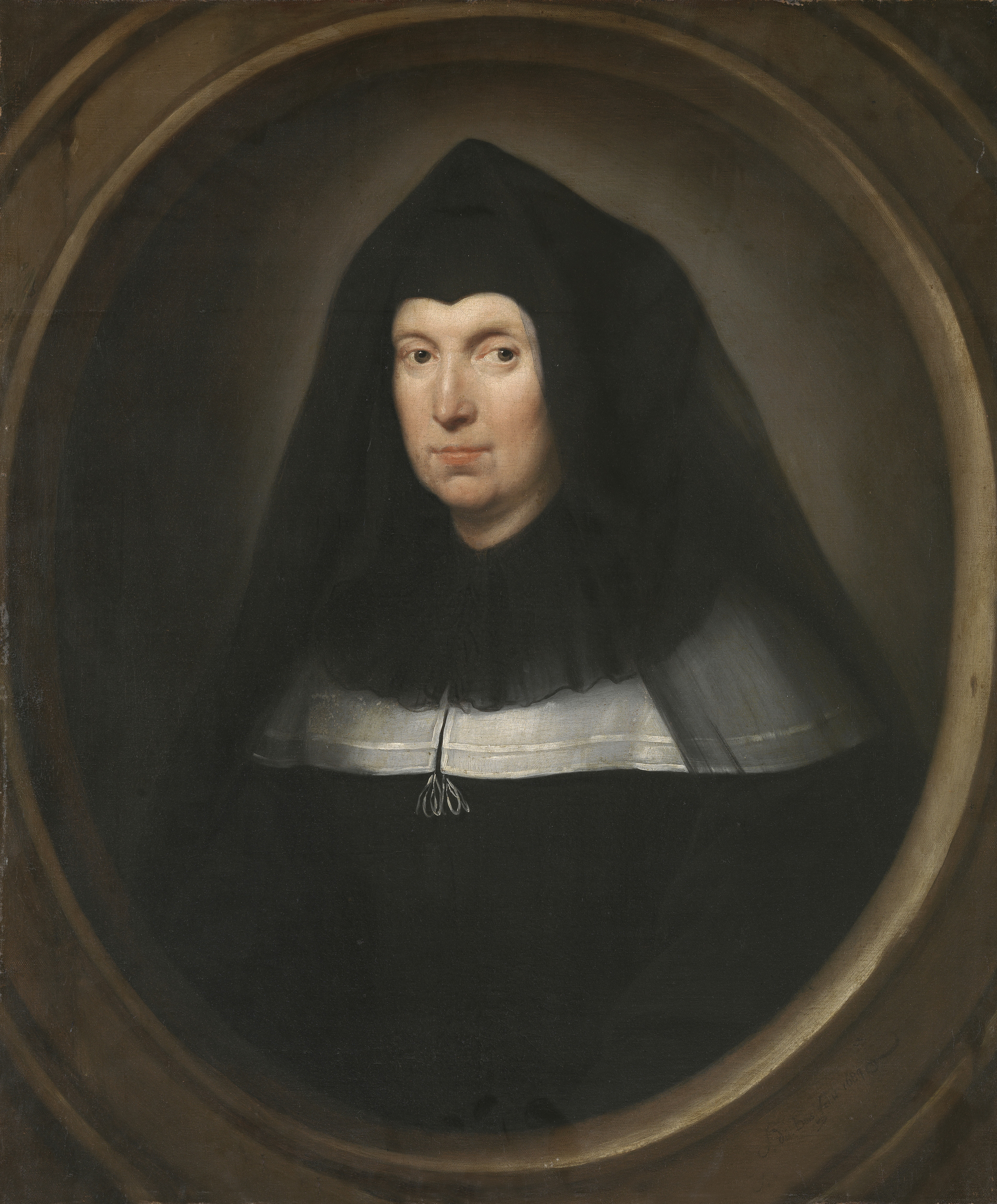
Retrato de señora, óleo sobre lienzo, 76 x 64 cm, Madrid, Museo del Prado.

Simon Dubois o du Bois (Amberes, 1632-Londres, 1708) fue un pintor barroco flamenco. Especializado en retratos, practicó también la miniatura y el grabado además de la copia de maestros antiguos.

## Biografía
Nacido en Amberes, fue bautizado el 26 de junio de 1632. De 1646 a 1653 residió en Haarlem como aprendiz de Nicolaes Berchem y quizá de Philips Wouwerman, maestro de su hermano mayor, Eduard Dubois (1619-1696), pintor de paisajes y batallas, género cultivado también por Simon. Viajó luego a Italia, donde se le encuentra documentado en Venecia en 1657. Tras pasar algún tiempo en Róterdam se trasladó de nuevo a Italia, donde consta que en 1667 cobró en Roma por un retrato del papa Alejandro VII.
Instalado definitivamente en Inglaterra, en 1680, se dedicó con preferencia en sus últimos años al retrato, que practicó con fidelidad a los severos modelos nórdicos y, a menudo, enmarcados en un óvalo pintado a la manera de trampantojo, como sucede en el Retrato de señora del Museo del Prado, fechado en 1689.